# 孫國華
孫國華（1944年10月11日—），中華民國政治人物，中國國民黨籍，曾任第五屆立法委員。唯一一位在立法院2003年修改中華民國護照封面（添加TAIWAN字樣）中投反对票的立法委員。

## 外部連結
- 立法院（页面存档备份，存于）